# (6684) Volodshevchenko
(6684) Volodshevchenko (1977 QU) – planetoida z grupy pasa głównego asteroid okrążająca Słońce w ciągu 4,52 lat w średniej odległości 2,73 j.a.
Planetoida została nazwana na cześć ukraińskiego reżysera Wołodymyra Mikitowicza Szewczenki (Володимир Микитович Шевченко, 1929–1987), znanego z filmu dokumentalnego o katastrofie jądrowej w Czarnobylu.